# Luzeret
Luzeret es una comuna francesa situada en el departamento de Indre, en la región de Centro-Valle del Loira.

## Demografía
| 317 | 306 | 250 | 214 | 161 | 160 | 155 |
| Para los censos de 1962 a 1999 la población legal corresponde a la población sin duplicidades (Fuente: INSEE [Consultar]) |     |     |     |     |     |     |